# Ole Edvard Antonsen

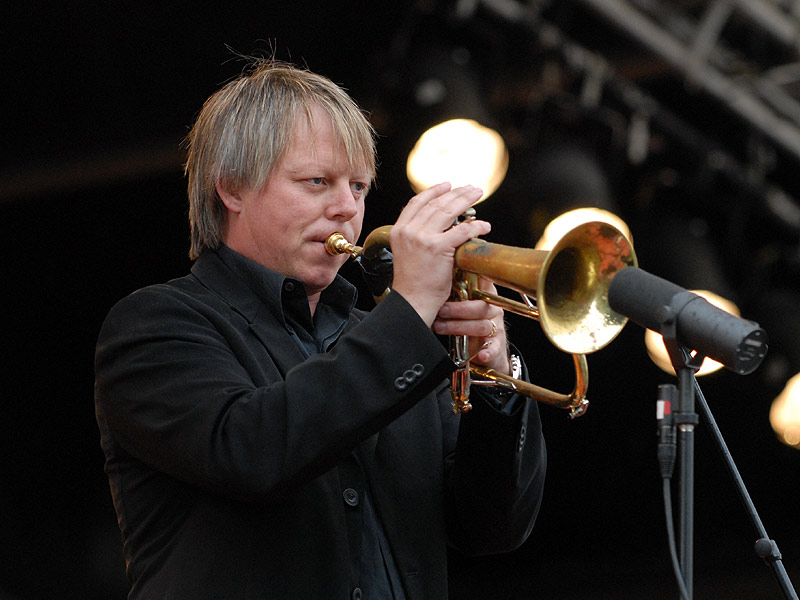
Ole Edvard Antonsen, 2008

Ole Edvard Antonsen (* 25. April 1962 in Vang (Hedmark)) ist ein norwegischer Trompeter.

## Leben und Wirken
Antonsen begann dreijährig Klavier zu spielen, entdeckte aber bald die Trompete für sich, auf der er so schnelle Fortschritte machte, dass er im Alter von sieben Jahren schon als Solist mit der Tanzband seines Vaters Odd Antonsen auftrat, der ihn auch unterrichtete. Zehnjährig begann er eine Ausbildung an der Musikhochschule von Oslo bei Harry Kvebaek. 1975 trat er mit dem Odense Symphony Orchestra auf. Nach dem Abschluss seines Studiums 1982 wurde er Mitglied des Philharmonischen Orchester Oslo.
Nachdem er 1987 den Concours International d’Exécution Musicale (CIEM) in Genf und 1989 einen Musikwettbewerb der UNESCO in Bratislava gewonnen hatte, begann er eine internationale Karriere als Solotrompeter. Im Bereich der klassischen Musik arbeitete er u. a. mit dem Australian Chamber Orchestra, dem Atlanta Symphony Orchestra, dem BBC Symphony Orchestra, den Berliner Philharmonikern, der Tschechischen Philharmonie, der Dresdner Philharmonie, dem English Chamber Orchestra, dem Israel Chamber Orchestra, der Kioi Sinfonietta Tokyo, dem Stockholm Radio Orchestra und dem Württembergischen Kammerorchester und unter Dirigenten wie Jiří Bělohlávek, Mariss Jansons, Kent Nagano, Yoel Levi und Jeffrey Tate. Der Komponist Torstein Aagaard-Nielsen schrieb für ihn 1996 Hommage, ein Concerto für Trompete und Streichorchester, das er in Bergen uraufführte.
Er trat u. a. mit Wayne Marshall, Håvard Gimse und Kåre Nordstoga auf. Sein besonderes Interesse gilt den Kompositionen zeitgenössischer Musiker. Als Rock- und Jazztrompeter arbeitete er u. a. mit John Miles, der Gruppe Level 42, Mark King, Lisa Stansfield, und dem Willem Breuker Kollektief. Als Solist und Gastsolist wirkte er an mehr als sechzig Alben mit. Für das Crossover-Album Tour de Force erhielt er 1992 den Spellemannprisen.

## Diskographie
- The Virtuoso Trumpet, Werke von Heinrich Sutermeister, Jean Françaix, Ketil Hvoslef, Marcel Bitsch, Claude Pascal, Charles Cushing, Arthur Honegger, Stan Friedman, André Jolivet mit Einar Henning Smebye, 1989
- Tour de Force, 1991–92
- Trumpet Concertos mit dem English Chamber Orchestra unter Jeffrey Tate, 1993
- Popular Pieces for Trumpet & Organ mit Wayne Marshall, 1994
- Shostakovich Concerto for Piano and Trumpet mit den Berliner Philharmonikern unter Mariss Jansons mit Mikhail Rudy, 1995
- Read My Lips, 1997
- Twentieth Century Trumpet, Werke von Henri Tomasi, Bohuslav Martinů, George Enescu, Alexander Konstantinowitsch Glasunow, Alexander Goedicke, Niels Viggo Bentzon, Edvard Hagerup Bull, Eugène Bozza, Gabriel Parès, Jacques Ibert und Paul Hindemith mit Wolfgang Sawallisch, Klavier, 1998
- New Sound of Baroque mit den Trondheim Soloists, 2000
- Ars Nova. Music by Wolfgang Plagge mit Solveig Kringlebotn (Klavier) und Wolfgang Plagge (Klavier), 2002
- Willem Breuker Kollektief With Strings Attached, mit den Mondriaan Strings, Henk de Jonge und Alfred Janson (nur in Jansons Passacaglia Vendetta), 2002
- Jan Van der Roost In Flanders' Fields Vol. 39, I Fiamminghi Chamber Orchestra unter Rudolf Werthen und die Symphonic Band Lemmens-Institute unter Jan Van der Roost mit Jacob Slagter und Fabio Zanon, 2003
- Absolute, die Spanish Brass Luur Metalls und Christian Lindberg, 2004
- Frelsesarmeens Juleplate, der Nidaros Cathedral Boys Choir und Musiker des Trondheim Symphony Orchestra unter Bjørn Moe mit Roar Engelberg, 2004
- The Golden Age of the Cornet
- Nordic Trumpet Concertos, Werke von Harri Wessman, Britta Byström, Alfred Janson, Christian Lindberg mit dem Nordischen Kammerorchester unter Christian Lindberg
- Landscapes, Werke von Antonsen (NO: Gold)[2]
- French Trumpet Concertos mit dem São Paulo Symphony Orchestra